# Montaperto
Montaperto es una localidad del ayuntamiento de Agrigento, en la isla de Sicilia, Italia.

## Datos básicos
Se encuentra a unos 7 km de la cabecera municipal, a una altitud de 279 msnm y acoge a una población de 500 habitantes.

## Historia
En el feudo, propiedad de la familia florentina del los Uberti, Pietro Montaperto (Descendiente de ambos los Uberti y los Montaperto) obtuvo por el rey Carlos V la autorización para la construcción del burgo en 1523, aunque la edificación comenzó sólo en 1565. La familia Montaperto obtuvo en el siglo XVII el título de Marqués, que mantuvo hasta 1812. Fue subayuntamiento de Agrigento con un propio alcalde delegado. Entre 2001 y 2007, junto a la cercana fracción de Giardina Gallotta, constituyó la III circunscripción del ayuntamiento de Agrigento. En el burgo se encuentran la iglesia de San Lorenzo mártir (siglo XVII) y la iglesia del Rosario (primeras décadas del siglo XIX).

## Fiestas
- Semana Santa con los tradicionales "lamenti" del Viernes.
- Fiesta de San José
- Fiesta de San Calogero
- Fiesta de San Lorenzo
- Montaperto On Live Rock Festival